# Matt Rhule
Matthew Kenneth Rhule - 31 de janeiro de 1975 - é um treinador de futebol americano e ex-jogador. Comandou por dois anos (de 2020 a 2022) o Carolina Panthers, franquia pertencente a National Football League (NFL). Anteriormente, ele foi treinador dos times universitários da Baylor University e Temple University.